# نقص الثيامين
نقص الثيامين هو حالة طبية ذات مستويات منخفضة من الثيامين (فيتامين بي1). يعرف الشكل الحاد والمزمن باسم البريبري. النوعان الرئيسيان لدى البالغين هما البريبري الرطب والبريبري الجاف. يؤثر مرض البريبري الرطب على نظام القلب والأوعية الدموية، مما يؤدي إلى تسارع معدل نبضات القلب، ضيق في التنفس، وتورم الساقين. يؤثر البريبري الجاف على الجهاز العصبي، مما يؤدي إلى خدران اليدين والقدمين، الارتباك، صعوبة تحريك الساقين، والألم. قد يحدث أيضا شكل مع فقدان الشهية والإمساك. نوع آخر، البريبري الحاد، الموجود في الغالب عند الأطفال الرضع، يظهر مع فقدان الشهية، القيء، الحماض اللبني، تغيرات معدل نبضات القلب، وتضخم القلب.
تشمل عوامل الخطر اتباع نظام غذائي من الأرز الأبيض في الغالب، إدمان الكحول، غسيل الكلى، الإسهال المزمن، وتناول جرعات عالية من مدرات البول. في حالات نادرة، قد يكون ذلك بسبب حالة وراثية تؤدي إلى صعوبات في امتصاص الثيامين الموجود في الطعام. اعتلال دماغي فيرنيكي ومتلازمة كورساكوف هما شكلان من أشكال البريبري الجاف. يعتمد التشخيص على الأعراض، انخفاض مستويات الثيامين في البول، ارتفاع لاكتات الدم، والتحسن مع مكملات الثيامين.
يتم العلاج بإعطاء ثيامين على شكل مكمل غذائي، إما عن طريق الفم أو الحقن. مع العلاج، تختفي الأعراض بشكل عام في غضون أسابيع قليلة. يمكن الوقاية من المرض على مستوى السكان من خلال إغناء الغذاء.
نقص الثيامين نادر الحدوث في الولايات المتحدة. لا يزال شائعا نسبيا في أفريقيا جنوب الصحراء الكبرى. شوهد تفشي في مخيمات اللاجئين. تم وصف نقص الثيامين لآلاف السنين في آسيا، وأصبح أكثر شيوعا في أواخر القرن التاسع عشر مع زيادة معالجة الأرز.

## العلامات والأعراض

### البريبري
تضمن اعراض البريبري فقدان الوزن، الاضطرابات العاطفية، ضعف الإدراك الحسي، ضعف وألم في الأطراف، فترات من عدم انتظام سرعة نبضات القلب، والاستسقاء (تورم في الأنسجة الجسدية) هو أيضا من الاعراض الشائعة لهذا المرض. ومن الممكن ان يؤدي هذا المرض إلى ارتفاع كمية حمض اللاكتيك وحمض البيروفيك في الدم. في الحالات المتدهورة قد يؤدي هذا المرض إلى فشل القلب العالي النتاج والموت.
قد تحدث الأعراض بالتزامن مع أعراض اعتلال دماغي فيرنيكي، وهي حالة مرتبطة بنقص الثيامين العصبي في المقام الأول.
ينقسم البريبري إلى أربع فئات على النحو التالي. الثلاثة الأولى هي التاريخية والرابعة، بريبري الجهاز الهضمي، والتي اعترف بها في عام 2004
- البريبري الجاف تؤثر بشكل خاص على الجهاز العصبي الطرفي
- البريبري الرطب تؤثر بشكل خاص على جهاز الدوران وأجهزة أخرى في الجسم.
- البريبري الرضع تؤثر على أطفال الأمهات المصابات بسوء التغذية
- بريبري الجهاز الهضمي  تؤثر على الجهاز الهضمي وأجهزة أخرى في الجسم.

### البريبري الجاف
يسبب البريبري الجاف الهزال والشلل الجزئي الناتج عن الأعصاب الطرفية التالفة. يشار إليه أيضا باسم التهاب العصب المتوطن. يتميز بما يلي:
- صعوبة في المشي
- وخز أو فقدان الإحساس (خدر) في اليدين والقدمين
- فقدان منعكس الأوتار[10]
- فقدان وظيفة العضلات أو شلل بالأرجل السفلية
- تشويش عقلي/ صعوبات بالكلام
- ألم
- حركات لا إرادية بالعين (رأرأة)
- تقيؤ

من الممكن أن يحدث تلف انتقائي بالألياف الحسيِة المستقبلة الكبيرة بدون تلف حركي ويظهر على شكل ترنح حسي بارز، والذي هو عبارة عن فقدان التوازن والتناسق نتيجة لفقد المدخلات التحفيزية القادمة من السطح الخارجي وأيضاً فقدان الإحساس بالموضع.

### مرض دماغي
اعتلال دماغي فيرنيكي، متلازمة كورساكوف (اضطراب فقد الذاكرة الكحولي), ومتلازمة فيرنيك-كورساكوف هم أشكال من البريبري الجاف.
الاعتلال الدماغي الفيرنيكي هو من أكثر مظاهر مرض نقص الثيامين حدوثاً في المجتمع الغربي، إلا أنها من الممكن أن تحدث في المرضى الذين يعانون من سوء تغذية من أسباب أخرى، مثل مرض بالجهاز الهضمي، مرض فقدان المناعة المكتسب (الإيدز), إعطاء حقن الجلوكوز بطريقة غير حكيمة أو فرط التغذية بدون تدعيم الغذاء بفيتامين ب بطريقة مناسبة. هذا اضطراب عصبي-نفسي بارز متميز بشلل حركات العين، وقفة ومشية غير طبيعيتان، ووظيفة عقلية مخنلة بشكل بارز.
متلازمة كورساكوف تحدث بشكل عام مع تدهور وظيفة الدماغ في المرضى الذين تم تشخيصهم في البداية بالاعتلال الدماغي الفيرنيكي. وهذه متلازمة فقدان ذاكرة تتصف بفقدان ذاكرة تراجعي وتقدمي، خلل بالوظائف المفاهيمية، ونقص العفوية والمبادرة.
من المحتمل أن يُصاب مدمنو الكحول بمرض نقص الثيامين نتيجة للأتي:
- تغذية غير كافية: مدمنو الكحول معتادون على تناول الثيامين بكميات أقل من الموصى عليها.
- امتصاص أقل للثيامين من الجهاز الهضمي: يحدث خلل في النقل النشط للثيامين بداخل الخلايا المعوية خلال شرب الكحول بكثرة شديدة.
- مخازن الثيامين بالكبد تقل نتيجة إلى تشحم أو تليف الكبد.[17]
- خلل باستعمال الثيامين: المغنيسيوم الذي يتم احتياجه لربط الثيامين بالأنزيمات التي تستخدم الثيامين في الخلية، ينقص أيضاً نتيجة للشرب المزمن للكحول. استخدام الثيامين بشكل غير فعال والذي لا يصل الخلايا سوف يجعل مرض نقص الثيامين أكثر سوءاً.
- الإيثانول بحد ذاته يثبط نقل الثيامين في الجهاز الهضمي ويمنع فسفرة الثيامين إلى شكل العامل المساعد.[17] ThDP)
- اتباع غذاء أفضل وعدم استهلاك الكحول من الممكن أن يعمل على تراجع بعض الاختلالات المرتبطة بمرض نقص الثيامين وخاصة ضعف وظيفة الدماغ، إلا أنه في الحالات الأكثر حدة كمتلازمة فيرنيك-كورساكوف تترك آثار دائمة. (أنظر الهذيان الارتعاشي).

### البريبري الرطب
يؤثر على القلب وجهاز الدوران. أحيانا قد يكون هذا المرض قاتل لأنه يسبب مزيج من فشل القلب وإضعاف الجدران الشعرية والتي تسبب الاستسقاء في الأنسجة الطرفية، يتميز البريبري الرطب:
- زيادة معدل نبضات القلب
- توسع الأوعية الدموية التي تؤدي إلى تقليل من مقاومة الأوعية الدموية الجهازية وإلى فشل القلب العالي النتاج[18]
- ارتفاع ضغط الوريد الوداجي[19]
- ضيق التنفس عند القيام بمجهود
- ضيق النفس الليلي الانتيابي
- الاستسقاء الطرفي[19] (التورم في أسفل الساقين)

### بريبري الجهاز الهضمي
بريبري الجهاز الهضمي يسبب ألم في المعدة. ويتميز بيريبري الجهاز الهضمي ب:
- ألم في البطن
- الغثيان
- التقيؤ
- حماض لبني [20][21]

### الرضع
بريبري الرضع عادة ما يحدث بين عمر الشهرين إلى ستة أشهر من حياة أطفال الأمهات الذين لا يحصلون على قدر كافي من الثيامين. ممكن أن يكون على شكل بريبري رطب أو البريبري الجاف.
في الحالة الحادة  لهذا المرض تجعل الطفل يعاني من ضيق في التنفس وزرقة الجلد وسرعان ما يموت من فشل في القلب. وهذه الأعراض قد تصاحب بريبري الرضع:
- بحة في الصوت، حيث يقوم الطفل بعمل حركات للتنهد لكنه لا يستطيع إصدار أي صوت أو يتنهد بصوت ضعيف[23]   وذلك بسبب شلل العصبون.
- فقدان الوزن، ويصبح الطفل نحيف ويصاب بالسغل مع تدهور المرض[23]
- التقيؤ[23]
- الإسهال[23]
- شحوب البشرة[10]
- الاستسقاء [10][23]
- سوء المزاج [10]
- التغيرات في جهاز الدوران، وخاصة تسارع نبضات القلب [10]
- التشنجات التي لوحظت أحيانا في المراحل النهائية للمرض[23]

## السبب
قد يكون سبب البريبري أيضا أوجه القصور بخلاف عدم كفاية المدخول - الأمراض أو العمليات على الجهاز الهضمي، إدمان الكحول، غسيل الكلى أو أوجه القصور الوراثية. كل هذه الأسباب تؤثر بشكل رئيسي على الجهاز العصبي المركزي، وتثير تطور ما يُعرف بالأعتلال الدماغي الفيرنيكي.
الأعتلال الدماغي الفيرنيكي هو واحد من أكثر الأمراض العصبية أو العصبية والنفسية انتشارا. في سلسلة تشريح الجثث، تم ملاحظة خصائص آفات الأعتلال الدماغي الفيرنيكي في حوالي 2% من الحالات. تظهر أبحاث السجلات الطبية أنه لم يتم تشخيص حوالي 85٪، على الرغم من أن 19٪ فقط سيكونون بدون أعراض. في الأطفال، فقط 58% تم تشخيصهم. في مدمني الكحول، أظهرت سلسلة تشريح الجثة أضرارا عصبية بمعدلات 12.5٪ أو أكثر. تصل الوفيات الناجمة عن الأعتلال الدماغي الفيرنيكي إلى 17٪ من الأمراض، مما يعني 3.4/1000 أو حوالي 25 مليون معاصر. قد يكون عدد الأشخاص المصابين بالأعتلال الدماغي الفيرنيكي أعلى من ذلك، مع الأخذ في الاعتبار أن المراحل المبكرة قد تعاني من اختلالات وظيفية قبل إنتاج آفات ملحوظة عند التشريح. بالإضافة إلى ذلك، يمكن أن تعاني أعداد لا حصر لها من الناس من تلف الجنين والأمراض اللاحقة.

### علم الوراثة
الأمراض الوراثية لنقل الثيامين نادرة جدا ولكنها خطيرة. متلازمة فقر الدم الضخم الأرومات المستجيبة للثيامين (TRMA) مع مرض السكري والصمم الحسي العصبي هي أضطرابات جسمية متنحية سببها حدوث طفرات بالجين SLC19A2، هو ناقل للثيامين شديد الألفة. لا يظهر مرضى (TRMA) علامات نقص الثيامين الجهازي، مما يشير إلى التكرار في نظام نقل الثيامين. قد أدى ذلك لاكتشاف ناقل ثيامين شديد الألفة ثاني، SLC19A3. مرض لي (اعتلال دماغي تقرحي تحت الحاد) هو اضطراب وراثي يؤثر في الغالب على الرضع في السنوات الأولى من الحياة وهو قاتل غالبًا. تشابهات مرضية بين مرض لي والأعتلال الدماغي الفيرنيكي أدت لافتراض أن السبب كان خلل بعملية أيض الثيامين. واحدة من أكثر الأكتشافات تناسقًا وثباتًا كانت إعاقة بتحفيز مركب نازع هيدروجين البيروفيت.
تم ربط طفرات بجين SLC19A3 بمرض النوى القاعدية المستجيب للبيوتين-ثيامين الذي يتم علاجه بجرعات دوائية من الثيامين والبيوتين، وهو فيتامين بي أخر.
اضطرابات أخرى للثيامين دور مفترض بها تتضمن اعتلال الدماغ والحبل الشوكي الناخر شبه الحاد، متلازمة ترجرج العينين والارتجاج العضلي، والرنح الموسمي النيجيري (أو الرنح الموسمي الأفريقي). بالإضافة، عدة اضطرابات موروثة بالإنزيمات المعتمدة على ThDP تم تسجيلها، والتي من الممكن أن تستجيب للعلاج بالثيامين.

## فيزيولوجيا الأمراض (الفيزيولوجيا المرضية)
عمر النصف للثيامين في جسم الإنسان هو 18 يوم ويتم استنزافه بسرعة، خاصةً عندما تفوق المتطلبات الأيضية المدخول. مشتق من الثيامين، ثيامين بيروفوسفات (TPP), هو عامل مساعد مستخدم في حلقة حمض الستريك، كما يعمل على وصل عملية هدم السكريات مع حلقة حمض الستريك. حلقة حمض الستريك هي مسار أيضي رئيسي مرتبطة بتنظيم عملية أيض الكربوهيدات، والليبيدات والحموض الأمينية، وحدوث تشويش أو خلل فيها نتيجة لنقص الثيامين يعمل على تثبيط إنتاج جزيئات عديدة تتضمن الناقلات العصبية حمض الجلوتاميك وغابا.   بالإضافة الثيامين من الممكن أن يكون مرتبط بشكل مباشر بتعديل العمليات العصبية.

## التشخيص
اختبار التشخيص الإيجابي لنقص الثيامين يمكن التأكد منه عن طريق قياس نشط انزيم الترانزكيتولاز في خلايا الدم الحمراء (فحص فعالية الترانزكيتولاز في خلايا الدم الحمراء). ويمكن الكشف عن الثيامين ومشتقاته الفوسفاتية مباشرة في الدم الكامل والأنسجة والأغذية والعلف الحيواني والمستحضرات الصيدلانية بعد تحويل الثيامين إلى مشتقات ثيوكروم الفلورية (فحص ثيوكروم) والفصل يتم بواسطة استشراب السائل رفيع الإنجاز  (HPLC). في التقارير الأخيرة، ظهرت العديد من التقنيات الشعرية الكهربائي (سي) وأساليب تفاعل الإنزيم في الشعرية باعتبارها تقنيات بديلة محتملة لتحديد ورصد الثيامين في العينات. . تركيز ثيامين العادي في إدتا الدم حوالي 20-100 ميكروغرام / لتر.

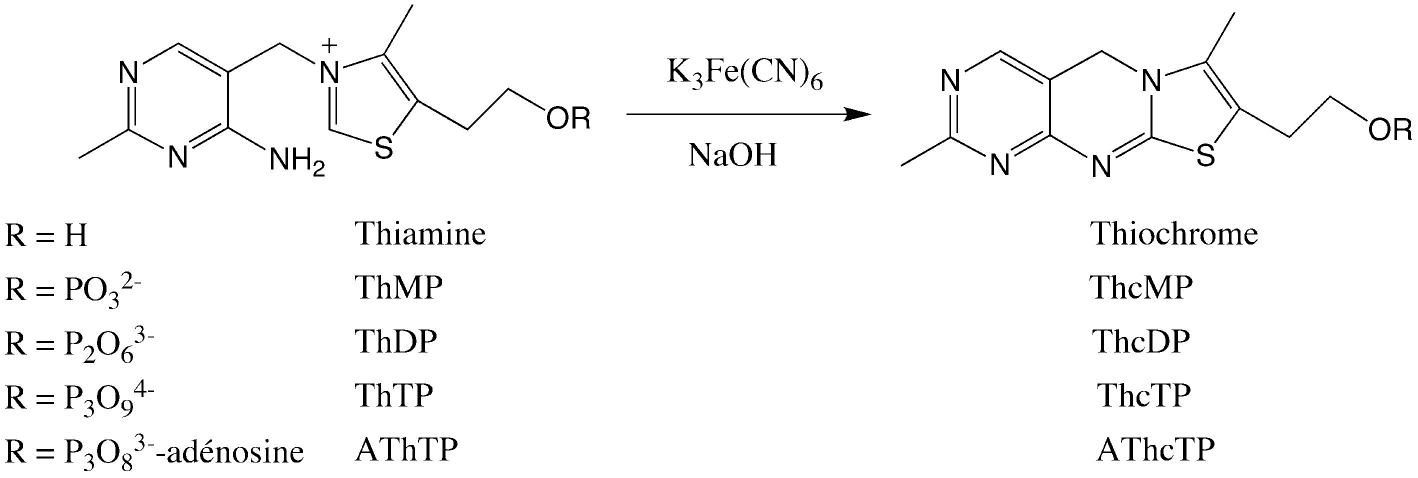
أكسدة مشتقات الثيامين

## العلاج
يمكن علاج العديد من الأشخاص المصابين بالبريبري بالثيامين وحده. إعطاء الثيامين عن طريق الوريد (وفي وقت لاحق عن طريق الفم)، يحدث الشفاء السريع والدراماتيكي، بشكل عام في غضون 24 ساعة.
قد تتطلب تحسينات الاعتلال العصبي المحيطي عدة أشهر من علاج الثيامين.

## علم الأوبئة
تاريخيا، كان يرتبط البري بري مع اتباع نظام غذائي يتضمن الكثير من الأرز المصقول (الأرز الأبيض). عندما تم اكتشاف العلاقة بين صقل الأرز  والمرض، أصبح من الممكن منع وعلاج حالة نقص الثيامين، على سبيل المثال عن طريق نخالة الأرز غير مكلفة. البريبيري الناجم عن عدم كفاية  الغذاء أمر نادر الحدوث اليوم في البلدان المتقدمة بسبب نوعية الغذاء وحقيقة أن العديد من الأطعمة مدعمة بالفيتامينات. لم يتم إعطاء إحصاءات معتمدة لمرض البري بري في البلدان المتقدمة في القرن التاسع عشر أو في وقت سابق؛ كما انه لا توجد إحصاءات متاحة قبل القرن الماضي في البلدان التي تعاني من الفقر المدقع
البيربيري من الأمراض الغذائية المتكررة في بيوت الاعتقال حتى في هذا القرن. في عام 1999 شهد مركز الاعتقال في تايوان انتشار لمرض البيربيري. وفي عام 2007 تم رصد نسب عالية من الإصابة والموت بهذا في السجون المكتظة في هايتي وذلك بسبب الممارسة التقليدية المتمثلة في غسل الأرز قبل الطهي . في ساحل العاج، من بين مجموعة من السجناء المحكوم عليهم بالعقاب شديد، 64٪ كانوا مصابين بمرض البيريبيري. قبل بدء العلاج، ظهرت على السجناء أعراض مرض البيربيري الجاف أو الرطب مع علامات عصبية (41٪)، وعلامات القلب والأوعية الدموية (ضيق التنفس: 42٪، ألم الصدر: 35٪)، واستسقاء الأطراف السفلية (51٪). مع العلاج كان معدل الشفاء حوالي 97٪.
السكان الذين يعانون من الضغوطات شديدة قد يكونون أكثر عرضة لمرض البيربيري. السكان النازحون، مثل اللاجئين من الحرب، عرضة لنقص المغذيات الدقيقة، وبالتالي الإصابة بالبيريبيري. والحرمان الغذائي الشديد الناجم عن المجاعة يمكن أن يسبب مرض البيربيري، على الرغم من أنه قد يتم إهمال الأعراض في التقييم السريري أو اعتبارها من المشاكل أخرى متعلقة بالمجاعة. إن اتباع نظام غذائي شديد لإنقاص الوزن، ونادرا ما تسبب  حالات  تشبه المجاعة المرافقة بمرض البيربيري.

## تاريخ
سن سيمياو (581- 682 من العصر الحالي) كان أول شخص يوثِق تشخيص، وعلاج، ومنع البيربيري (الأستسقاء الناتج عن نقص فيتامين ب 1) بتاريخ الطب. لهذا، وصفَ تركيبات من أعشاب غنية بفيتامين ب 1 و  أرز غير مصقول (الطبقة الخارجية من الأرز والحبوب الأخرى الغنية بفيتامينات ب).]
في أواخر القرن التاسع عشر، البيربييري تم دراسته من قبل تاكاكي كانيهيرو، طبيب ياباني بالقوات البحرية اليابانية تلقى تدريبه في بريطانيا. كان البيريبيري مشكلة جديِة بالقوات البحرية اليابانية: الملاحون في فترة 1878 إلى 1881, كانوا يمرضون بمعدل أربع مرات في السنة، بحيث كانت البيريبيري تشكل 35 % من الحالات. في عام 1883, كانيهيرو تعلم كثيراً عن البيريبيري بين الطلاب العسكريين الذين كانوا بمهمة تدريبية من اليابان إلى هاواي، عبر نيو زيلاندا وأمريكا الجنوبية. الرحلة الطويلة أستمرت أكثر من تسعة أشهر وسببت 169 حالة مرضيِة و 25 حالة وفاة على سفينة أحتوَت 376 رجل. بدعم من القوات البحرية اليابانية، قام بإجراء تجربة والتي قامت على نشر الجند بنفس الطريق، إلا أن طاقم السفينة تم إطعامهم غذاء من اللحوم، والسمك، و  الشعير، والأرز، والفاصوليا. في نهاية الرحلة الطويلة، هذا الطاقم تعرض إلى 14 حالة فقط من البيربيري بدون حالات وفاة. ذللك أقنع كانيهيرو والقوات البحرية اليابانية بأن الغذاء كان السبب. في عام 1884, كانيهيرو لاحظ أنَ البيريبيري كان شائعاً بين الملاحين الذين تمت مقاضاتهم بأجور منخفضة والذين كان يتم تزويدهم بالأرز المجاني وبالتالي أكلوا من غيره بكميات قليلة، لكن ليس بين ملاحي القوات البحرية الغربية، ولا بين الضباط اليابانيين الذين كانوا يتناولوا غذاء أكثر تنوعاً.
في عام 1897, كريستيان إيكمان، عالم أمراض وطبيب هولندي، برهن أنَ البيريبيري تُسبب من تغذية سيئة، وأكتشف أنَ إطعام الأرز اغير المصقول (بدلاً من المصقول) للدجاج ساعد عل منع البيريبيري. في العام التالي، السيد فريدريك كوبنز أفترض أنَ بعض الأغذية تضمنت «عوامل ملحقة» — بالإضافة للبروتينات، الكربوهيدرات، الدهون والملح— كانت أساسية لوظائف جسم الأنسان. في عام 1901, جيريت جريجنس، طبيب هولندي ومساعد لكريستيان إيكمان في هولندا، فسَر المرض بشكل صحيح على أنَه متلازمة نقص، وبين عام 1910 و 1913, إدوارت برايت فيدر أثبت أنَ مستخرج من نخالة الأرز هو علاج لمرض البيريبيري. [citation needed]  في عام 1929, تم منح إيكمان وهوبكنز جائزة نوبل في علم وظائف الأعضاء أو الطب لأكتشافاتهم.

### إيتيمولوجيا
تبعاً لقاموس أكسفورد الأنجليزي، المصطلح «بيريبيري» يأتي من جملة باللغة السنهالية تعني «ضعيف، ضعيف» أو «لا أستطيع، لا أستطيع», الكلمة تم مضاعفتها للتأكيد.
تبعاً لجاكوبس بونتيوس (جاكوب دي بوند، 1591- 1631), طبيب هولندي الذي اكتشف المرض بينما كان يعمل في جاوا في عام 1630, بالوصف المعروف في البداية للبيريبيري، هو كتب: «بعض الاضطرابات المزعجة للغاية، والتي تصيب الرجال، تُدعى من قِبل السكان بيريبيري (و التي تعني خروف). أنا أصدق هؤلاء، الذين يهاجمهم نفس المرض، وركبهم تهتز وساقيهم مرفوعتين، يمشون كالخروف. هو نوع من الشلل، أو بالأحرى رعشة: حيث أنها تخترق حركة واحساس اليدين والقدمين بل في بعض الأحيانا الجسم بأكمله».  

## حيوانات أخرى

### الدواجن
إن معظم الأعلاف المستخدمة في الوجبات الغذائية للدواجن تحتوي على كميات كافية من الفيتامينات لتلبية الاحتياجات في هذا النوع، إن النقض في هذا الفيتامين لا تحدث مع الوجبات الغذائية التجارية. كان هذا، على الأقل، الرأي في عام 1960.
تظهر الدجاج الناضجة أعراض بعد 3 أسابيع من إطعامها من نظام غذائي ناقص. في الفراخ الصغيرة، يمكن أن تظهر الأعراض قبل عمر أسبوعين.
تكون البداية مفاجئة في الفراخ الصغيرة. حيث تعاني هذه الفراخ من فقدان الشهية ومشية غير مستقرة. في وقت لاحق، تظهر العلامات الحركية، بدءا من شلل واضح في مثنية أصابع القدم وتسمى هذه الحالة ب «ستارغازينغ»، وهي حالة من التشنج الظهري.
الاستجابة لإعطاء الفيتامين سريعة نوعا ما، تحدث بعد بضع ساعات.
وتشمل التشخيص التفريقي نقص الريبوفلافين والتهاب الدماغ والنخاع. في نقص الريبوفلافين، و «أصابع كرة لولبية» هو أحد الأعراض المميزة. رجفة العضلات هو  لالتهاب الدماغ والنخاع الطيور. ويمكن إجراء تشخيص علاجي عن طريق تكملة الثيامين فقط في الطيور المصابة. إذا كانت الحيوانات لا تستجيب في بضع ساعات، يمكن استبعاد نقص الثيامين.

### الحيوانات المجترة
تَلَيُّنُ سِنْجابِيَّةِ الدِّماغ  هو أكثر الأمراض شيوعا الناتجة من نقص الثيامين في صغار الحيوانات المجترة والغير مجترة. تضمن أعراض مرض التَلَيُّنُ السِنْجابِيّ الدِّماغي  إسهال، الكسل، حركات دائرية، تشنج ظهري، ورجفة العضلات . السبب الرئيسي هو إطعام هذه الحيوانات من الأعلاف الغنية بالكربوهيدرات، مما يؤدي إلى فرط نمو البكتيريا المنتجة للثياميناز، كما أن تناول هذه الحيوانات الأغذية التي تحتوي على الإلثياميناز (على سبيل المثال، السرخس)، أو تثبيط امتصاص الثيامين عن طريق تناول كميات كبيرة من الكبريت ممكن أيضا أن تكون من أسباب هذا المرض.  . سبب آخر لتَلَيُّنُ سِنْجابِيَّةِ الدِّماغ  هو كلوستريديوم سبوروجينيس أو عدوى أنورينيوليتيكوس العصوية. هذه البكتيريا تنتج ثياميناز التي من شأنها أن تسبب نقص حاد في الثيامين  في الحيوان المصاب.

### الأفاعي
الأفاعي التي تستهلك غذاء مكون بشكل كبير من السمك الذهبي وسمك المنوة المغذية تكون عُرضة لمرض نقص الثيامين. هذه دائماً مشكلة يتم ملاحظتها في الأسر عند تربية أفعى أمريكية غير سامة و  الأفعى الشريطية الذين يتم إطعامهم غذاء استثنائي من السمك الذهبي، حيث هذه الأسماك تحتوي الثيمامينيز، وهو إنزيم يُكسِر الثيامين.

### الطيور البرية والأسماك
مرض نقص الثيامين تم تعريفه عل أنه سبب المرض الشللي الذي يصيب الطيور البرية في منطقة بحر البلطيق الذي يعود تاريخه إلى عام 1982. في هذه الحالة، يوجد صعوبة بإبقاء الأجنحة مطوية على جانب الجسم أثناء الراحة، فقدان القدرة على الطيران والصوت، وبالنهاية شلل الأجنحة والأرجل والموت. تؤثر بشكل أساسي على الطيور التي تزن من 0.5 -1 كغم مثل النورس الفضي (Larus argentatus), الزرزور الأوروبي (Sturnus vulgaris), العيدر الشائع (Somateria mollissima). الباحثين أشاروا، «بسبب أنَ الفصائل التي تم بحثها تحتل مجموعة واسعة من المنافذ والأماكن البيئية في شبكة الأغذية، نحن منفتحين لأحتمال أن الطبقات الحيوانية الأخرى من الممكن هي أيضاً أن تعاني من مرض نقص الثيامين». p. 12006
وفيات جماعية خاصة بين النورس الفضي وأيضاً فصائل أخرى تم ملاحظتها منذ أوائل ال 2000 في مقاطعات بليكينج وسكاهن (أقصى جنوب السويد). في الأونة الأخيرة، فصائل من فئات أخرى تم إصابتها. نسبة وفاة عالية بسمك السلمون الأطلسي (Salmo salar) في نهرمورمومسان تم تسجيلها، وثديات السنوات الأخيرة مثل الموظ (Alces alces) عانت من الموت بأعداد كبير. نقص الثيامين هو القاسم المشترك حيث يتم التحليل. المجلس الإداري للمقاطعة في بليكنج وجد في أبريل عام 2012 أنَ الوضع مقلق جداً حيث أنَهم طلبوا من الحكومة السويدية بإجراء تحقيق أقرب.